# Albert Bogen
Albert Bogen (8. april 1882 – 14. juli 1961) var en østrigsk fægter som deltog i de olympiske lege 1912 i Stockholm.
Bogen vandt en sølvmedalje i fægtning under OL 1912 i Stockholm. Han var med på det Østrigske hold som kom på en andenplads i holdkonkurrencen i sabel efter Ungarn. Der var elleve hold som deltog og i finalerunden som bestod af fire hold vandt Østrig to kampe og tabte en, mod Ungarn. Deltagerene på de østrigske sabelhold var Albert Bogen, Rudolf Cvetko, Friedrich Golling, Otto Herschmann, Andreas Suttner, Reinhold Trampler og Richard Verderber.